# Altenhof (Barsinghausen)
Altenhof war eine Ortschaft im heutigen Gebiet der Stadt Barsinghausen in der Region Hannover in Niedersachsen.

## Geschichte

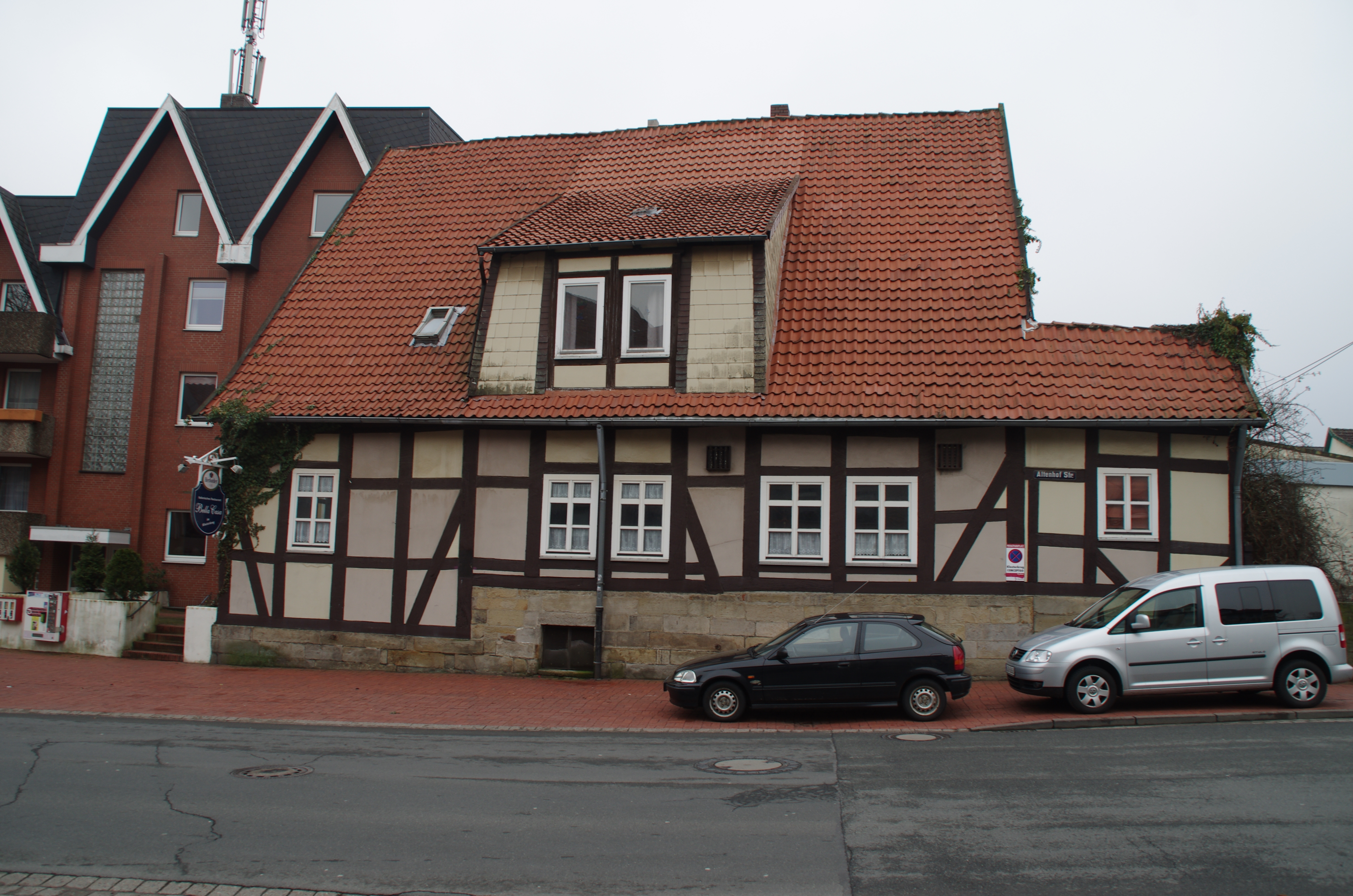
Das 1673 erbaute Baudenkmal beherbergte den Klosterkrug

Der vermutlich um das Jahr 1500 entstandene Alte Hof wird erstmals 1557 als selbstständige Ortschaft erwähnt. Das im Jahr 1582 auch als Ohlendorf genannte Altenhof unterstand bis ins 18. Jahrhundert der Gerichtsbarkeit des Klosters Barsinghausen.
Altenhofs Bevölkerung bestand vor allem aus Bauern, aber auch Bediensteten und Handwerkern des Klosters. Schon um das Jahr 1200 hatte es hier ein Hospiz gegeben. Nach Neubau im Jahr 1673 entstand daraus die Gaststätte Klosterkrug.
Bereits im Jahr 1827 wurde das nordwestlich des Klosters liegende Altenhof nach Barsinghausen eingemeindet.

## Spuren
In der heutigen Altenhofstraße in Barsinghausen sind mehrere Fachwerkgebäude Altenhofs als Baudenkmale aus dem 18. und 19. Jahrhundert erhalten. Die Forstinteressentenschaft Barsinghausen-Altenhof verwaltet eine Teilfläche des Deisters westlich von Barsinghausen.

Baudenkmale in der Altenhofstraße
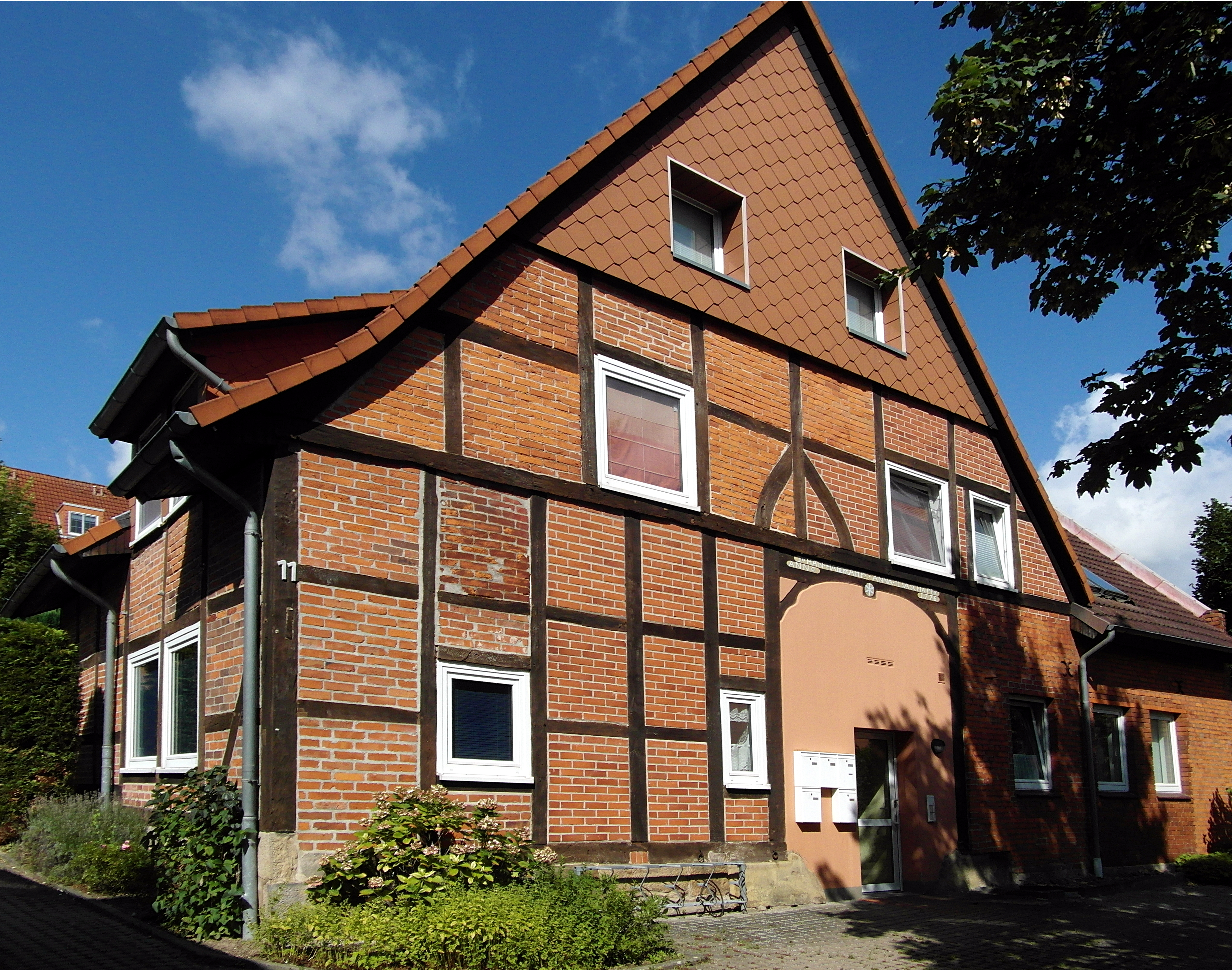
Altenhofstraße 11
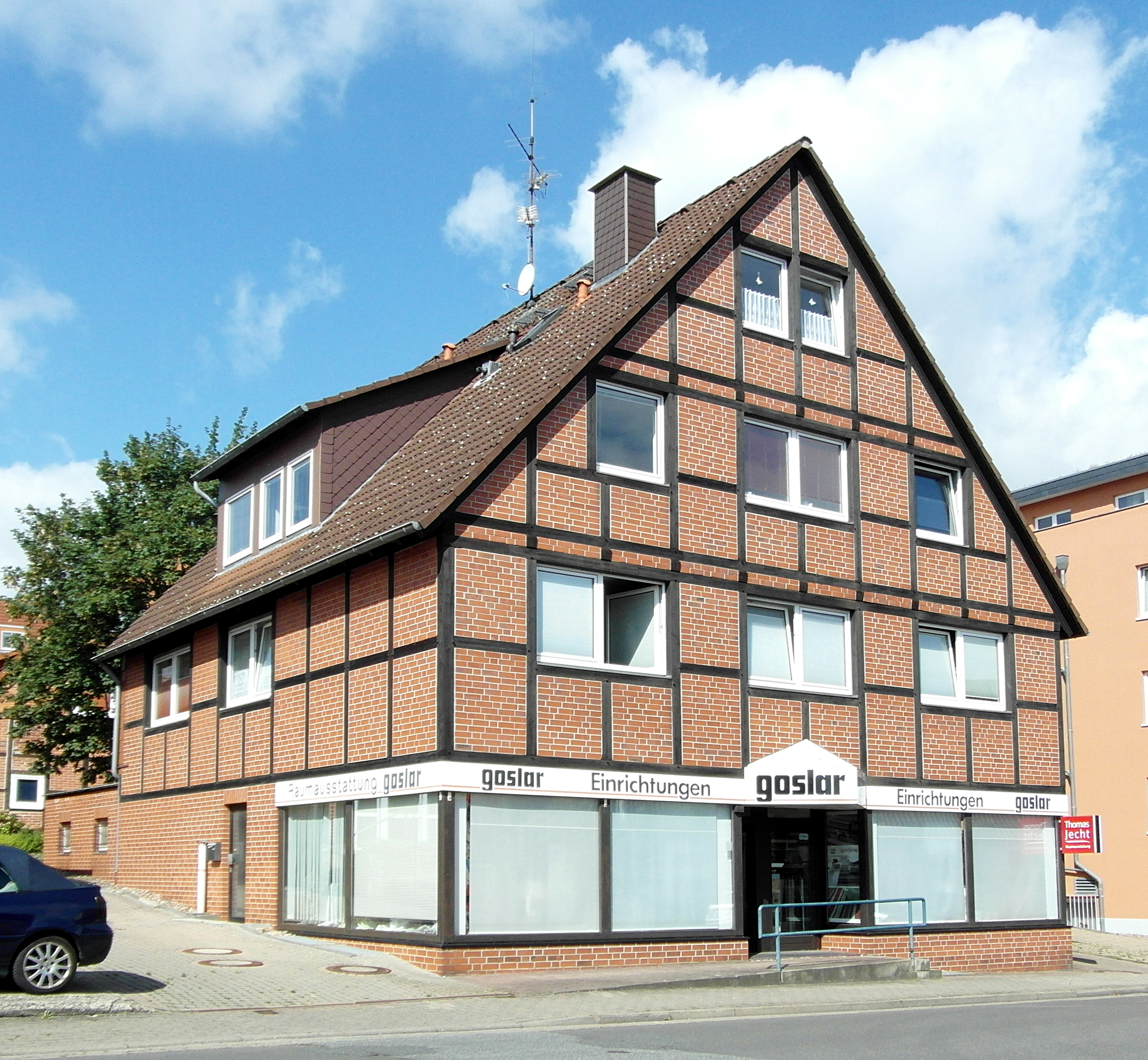
Altenhofstraße 11A
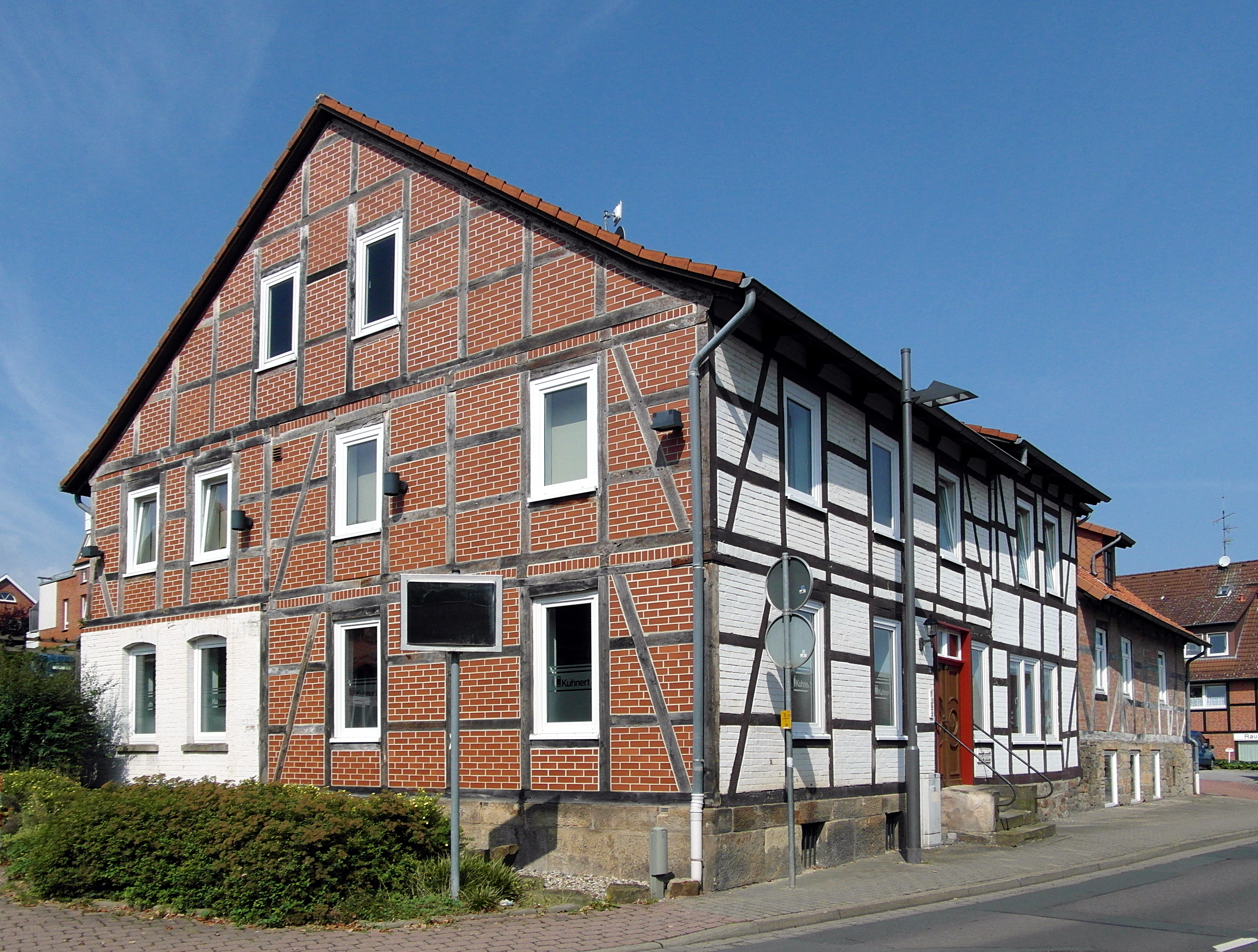
Altenhofstraße 13, erbaut 1737
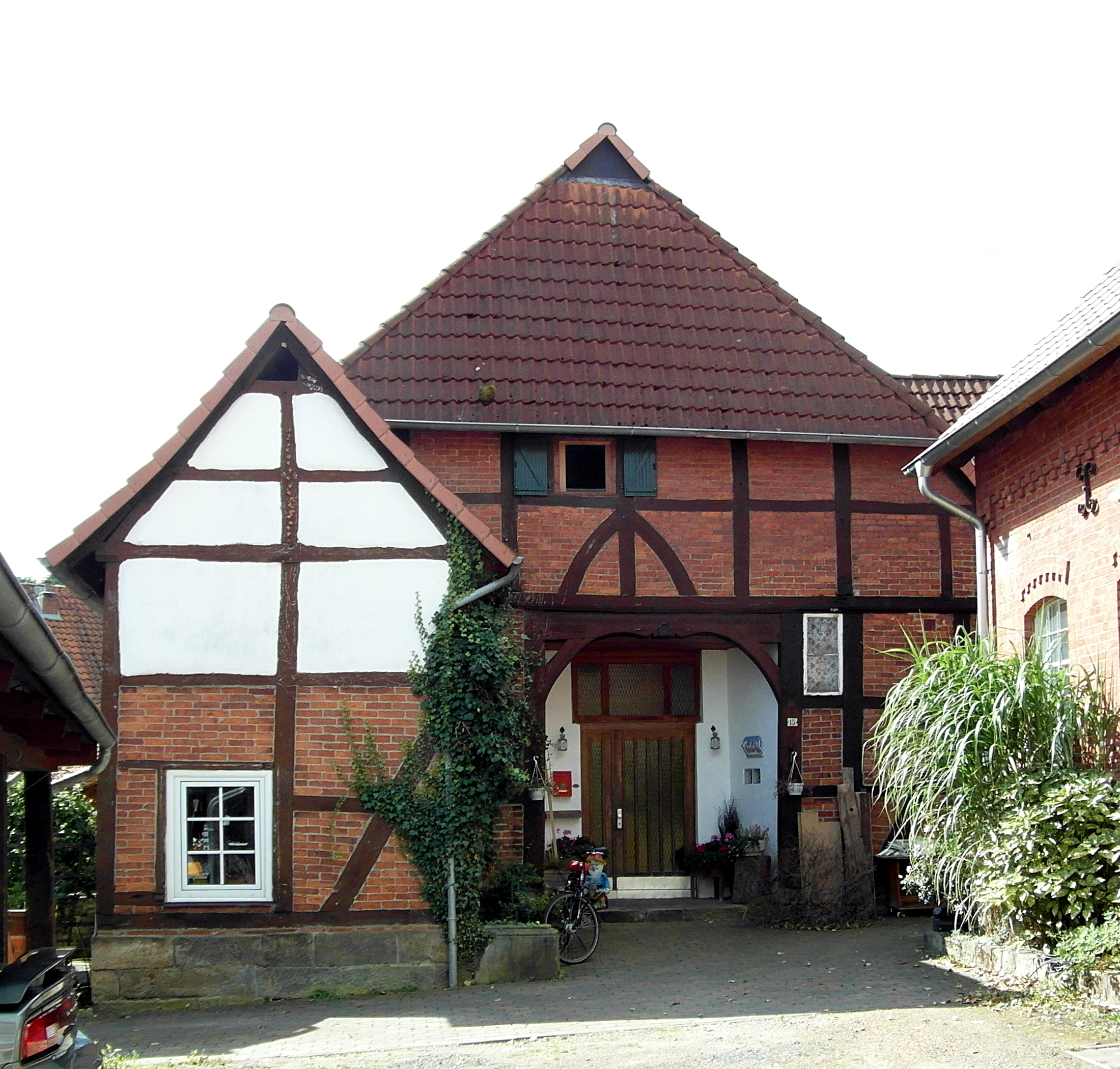
Altenhofstr. 15, erbaut 1742
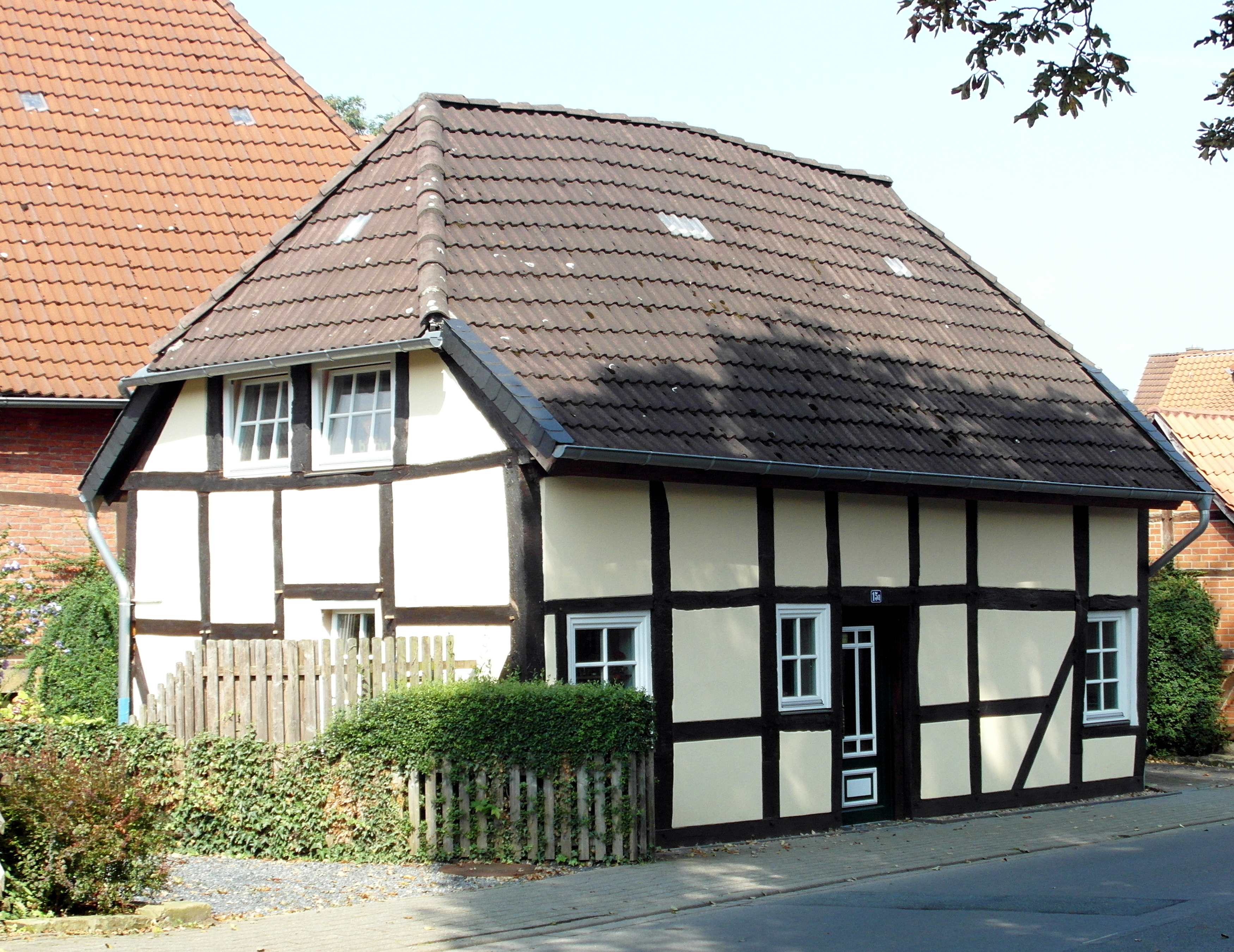
Altenhofstraße 15A
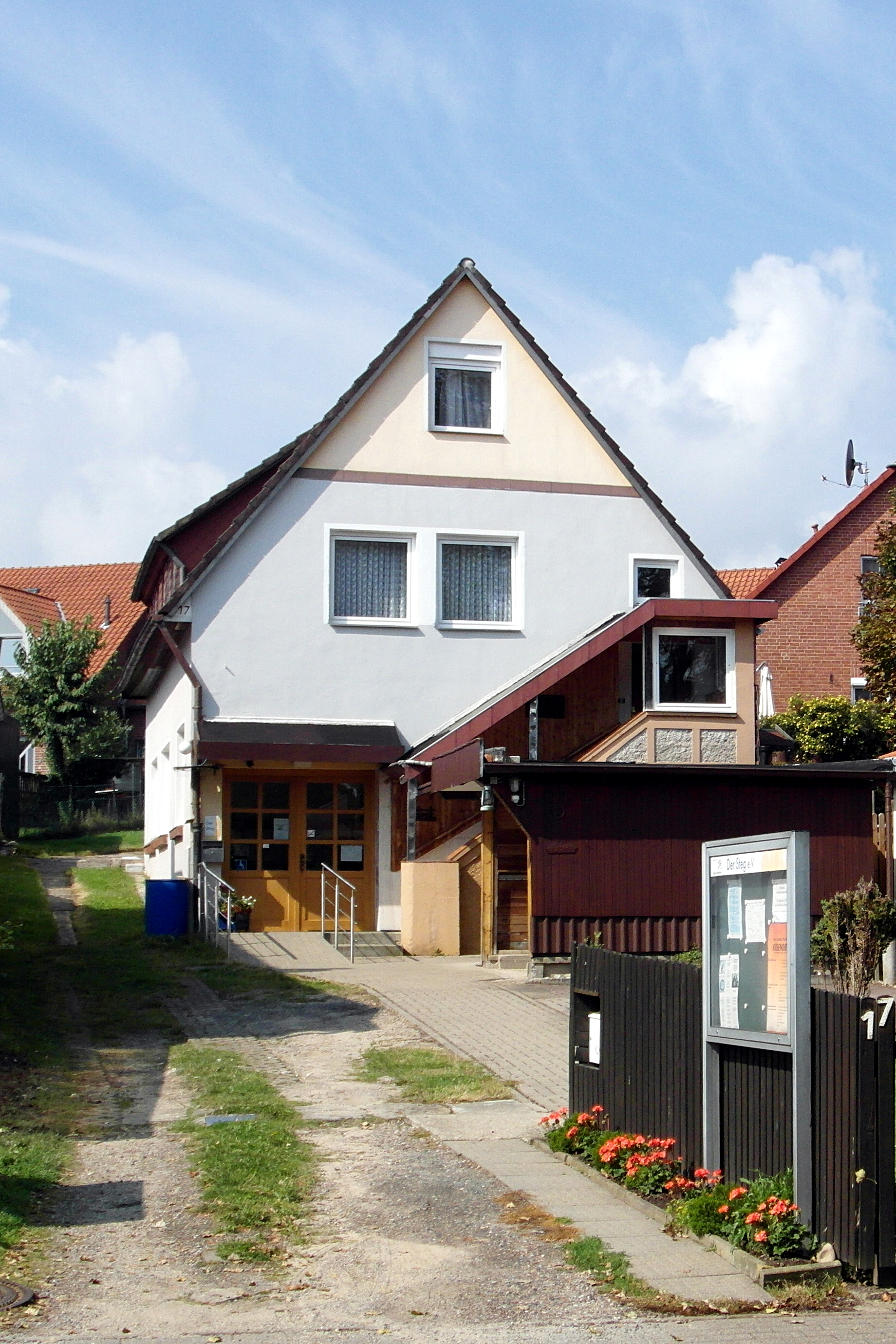
Altenhofstraße 17
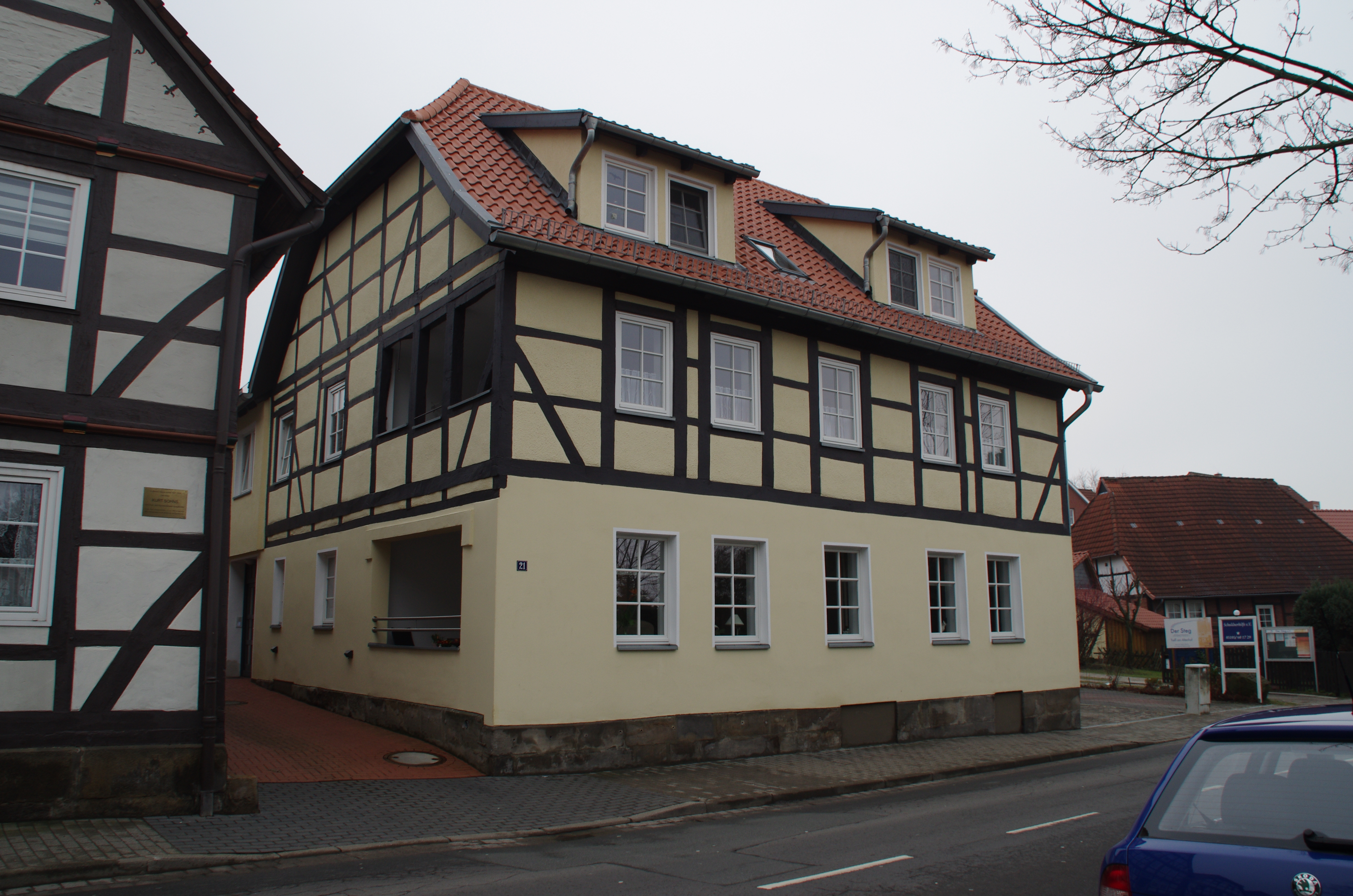
Altenhofstraße 21
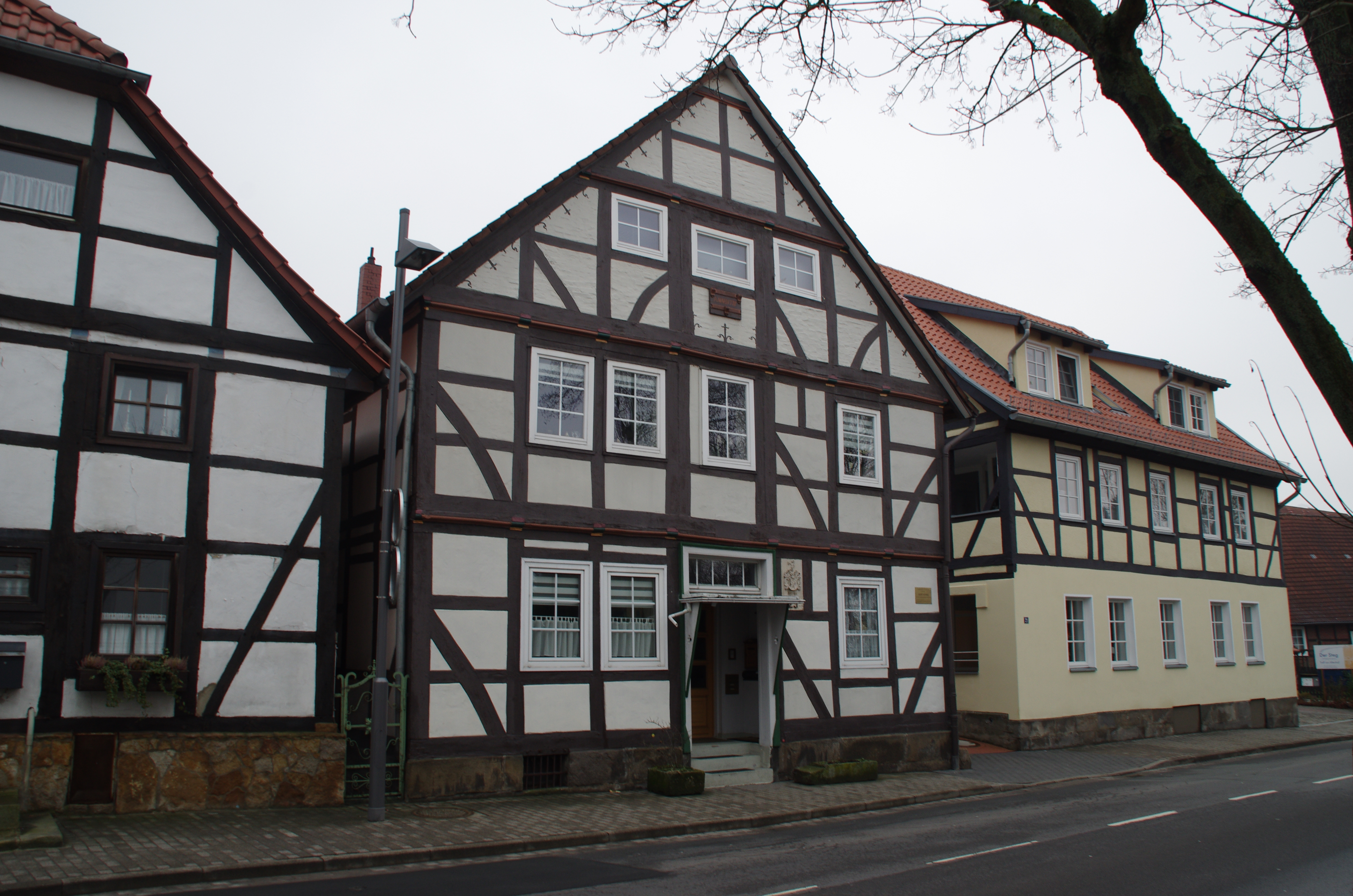
Altenhofstraße 23
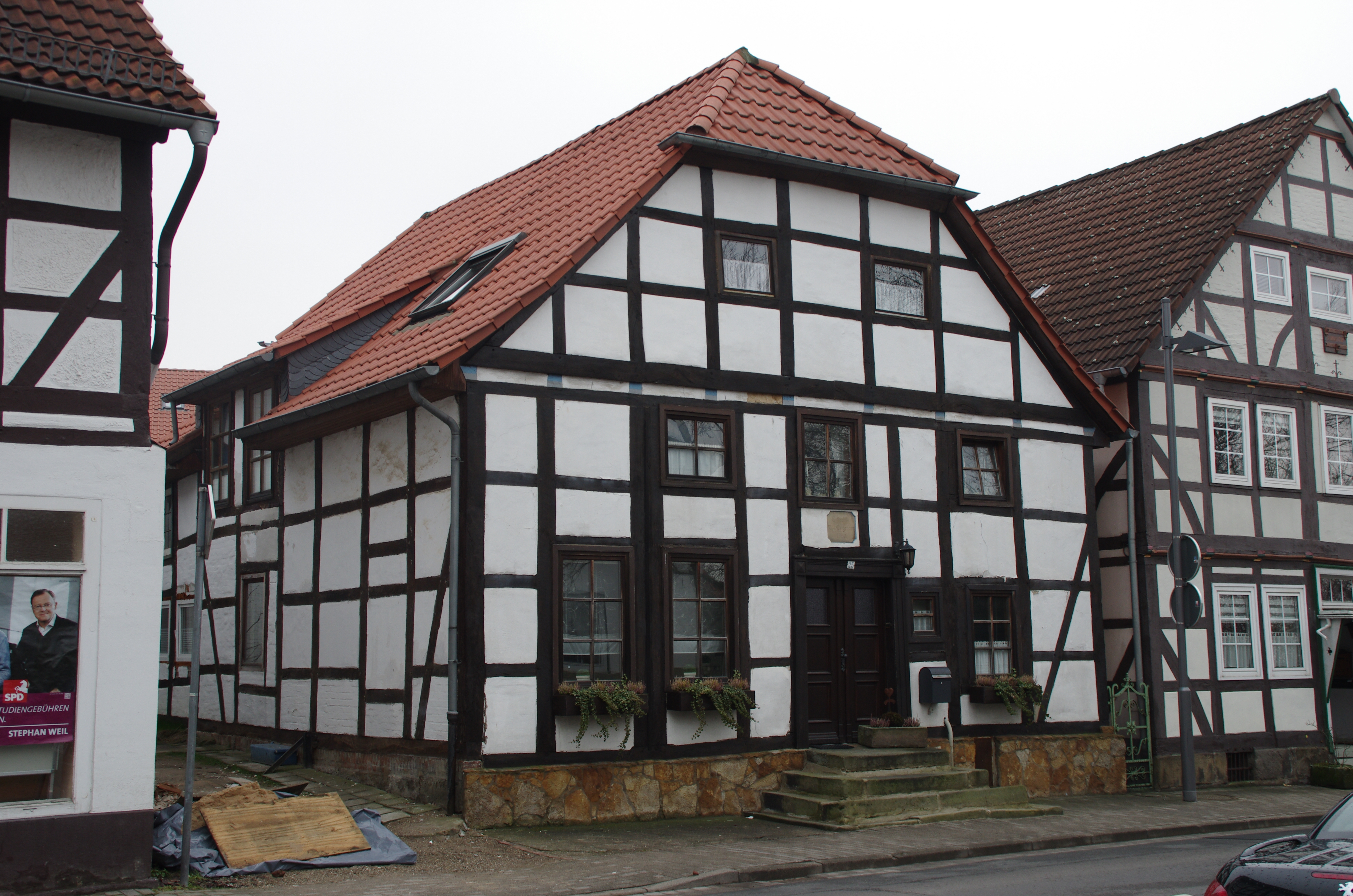
Altenhofstraße 25
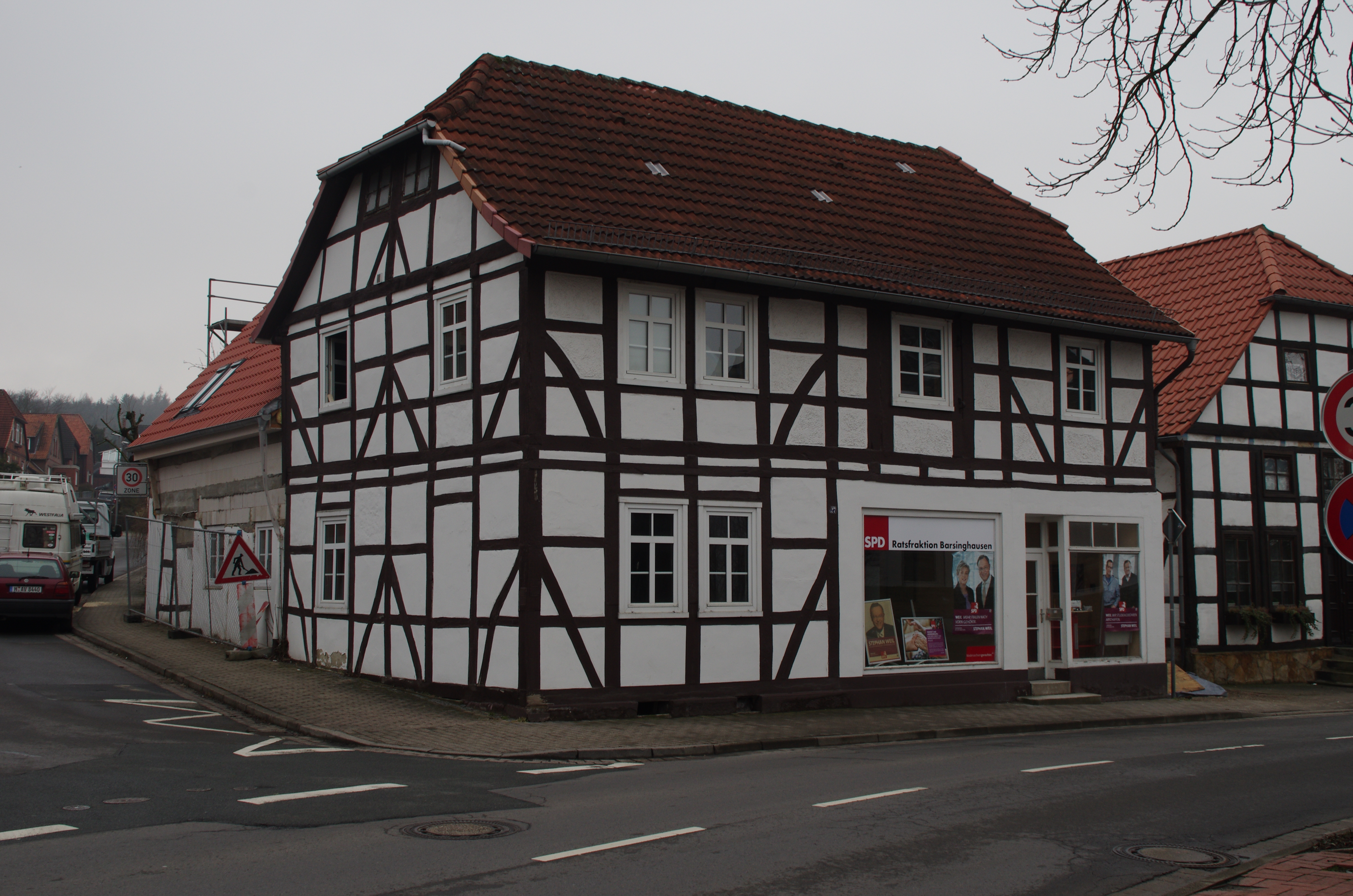
Altenhofstraße 27

## Belege
1. ↑  
vom Förderverein Besucherbergwerk Klosterstollen Barsinghausen aufgestellte Infotafel des Deister-Kohlepfads an der Ecke Altenhof- und Schwarzenknechtstraße.

Koordinaten: 52° 18′ 9,7″ N, 9° 27′ 30,6″ O